# Rafał Piotrowski
Rafał "Rasta" Piotrowski (Mielec, 17 de septiembre de 1985) es un músico, cantante y compositor polaco, y actual vocalista de la banda de death metal técnico Decapitated.
Piotrowski inicia su actividad artística en 2006 con la banda Forgotten Souls.
Junto con la banda conformada, en 2008 lanzó un álbum titulado Nine Syndromes. Entre el 2008 y el 2010 se desempeñó su carrera musical con la banda Ketha. En 2009 se integra a la banda Decapitated en el que sustituye al exvocalista Adrian "Covan" Kowanka. Junto con Decapitated grabó el álbum Carnival Is Forever que fue puesto en lanzamiento en julio de 2011, firmando en aquel entonces con Nuclear Blast.
Posteriormente lanzó dos discos posteriores,  Blodod Mantra en 2014 y Anticult en 2017, también con Nuclear Blast.

## Discografía
| Año  | Álbum               | Banda           |
| ---- | ------------------- | --------------- |
| 2008 | Nine Syndromes      | Forgotten Souls |
| 2011 | Carnival Is Forever | Decapitated     |
| 2014 | Blood Mantra        | Decapitated     |
| 2017 | Anticult            | Decapitated     |